# Лазо Лазов
Лазо Димитров Лазов е български революционер, деец на Вътрешната македоно-одринска революционна организация.

## Биография
Роден е на 19 март 1872 година в Лозенград, тогава в Османската империя. Брат е на Стоян Лазов. Завършва II прогимназиален клас. В 1896 година влиза във ВМОРО, посветен от лозенградския учител Павел Генадиев. Заминава за България, където работи като керемидчия. В 1899 година навлиза с чета в Малкотърновско. В 1901 година е в петчленната организационна и агитационната чета на войводата Лазар Маджаров. Четата е с район селата Чеглаик, Кулата, Пирок, Дерекьой, Корията, Койово, Каракоч, Българско Кадиево.
След Великден 1903 година е заловен куриерът Атанас Бакалинът и след мъчения издава комитетските хора, които имат пушки, от неговото село. Всички са арестувани и подкарани към Лозенград. Лазо Лазов напада с четата си конвоя, разбива го и повечето от арестантите избягват, но от Турско Кадиево идва башибозук, който попречва на освобождаването на всички. На другия ден пристига редовна войска, която обаче е въвлечена от четата в гората и там е разпръсната. След тези сражения, Лазов заминава за България, за да закупи оръжие. В този период преди избухването на въстанието, четата води няколко сражения с османци, като дава и жертви. На конгреса на Петрова нива Лазо Лазов е избран за войвода на Дерекьойски район. На 6 август избухва Преображенското въстание и четата на Лазов има за задача за унищожи силния турски гарнизон в Дерекьой и да прекъсне съобщенията между Лозенград и Малко Търново. Съобщенията са прекъснати, а нападението на Дерекьой е планирано за сутринта, тъй като войниците са на храна. Четата е разделена на две групи - първата под командването на Лазар Маджаров, главен войвода на Лозенградския революционен район и член на върховното боево тяло, а другата под командването на Лазов. Отделно отряд от 15 души трябва да превземе полицейския участък, железопътната гара и да хвърли бомба в кафенето на Ст. Моллов, където нощува приходяща османска военна част. Сраженията продължават ден и половина, като казармата не пада, а българите дават няколко жертви. На обяд на другия ден от Лозенград идва пехота и кавалерия с артилерия и въстаниците са принудени да се оттеглят към Гръцкото ниве в посока Малко Търново. Населението от обхванатите от въстанието участъци масово започва да бяга към България и четата на Лазов охранява бягащите българи от опожарените села. След един месец, през октомври, тя самата минава границата, събира се с останалите чети на Зеленишка река, където те са разформировани. В този период Лазов е четири пъти ранен, като окуцява.
На Варненския конгрес в 1904 година е избран за член на Боевото тяло заедно с Лазар Маджаров и Стамат Икономов и за член на задграничното ръководство на Одринския революционен окръг.
След Младотурската революция в 1908 година, Лазов се завръща в Лозенград. При избухването на Балканската война в 1912 година е доброволец в Македоно-одринското опълчение и служи във 2-ра опълченска дружина със специални мисии и задачи, като познавач на Странджа и Тракия изобщо. По време на Първата световна война служи в Двадесет и четвърти пехотен черноморски полк. След войната е полицейски пристав в Созопол и Бургас до смъртта си.
В 1923 година е председател на учредителния конгрес на Вътрешната тракийска революционна организация в Хасково. Заболява през 1929 година и умира на 17 април в Александровска болница в София, където е на лечение.
На 9 март 1943 година, вдовицата му Кица, на 61 години от Лозенград, като жителка на Бургас, подава молба за българска народна пенсия, която е одобрена и пенсията е отпусната от Министерския съвет на Царство България.